# Bruce Slesinger
Bruce Slesinger, pseud. Ted – amerykański perkusista. Występował w zespole Dead Kennedys od lipca 1978 do stycznia 1981. Wziął udział w nagraniu trzech pierwszych singli oraz pierwszego albumu zespołu Fresh Fruit for Rotting Vegetables. Jest współautorem singlowej piosenki Holiday in Cambodia i Pull My Strings – utworu specjalnie napisanego na imprezę Bay Awards Music Area. Odszedł z zespołu, ponieważ chciał zająć się zawodowo architekturą. Został zastąpiony przez D.H. Peligro. Jako muzyk używał zestawów perkusyjnych firmy Pearl.